# Mattvätt

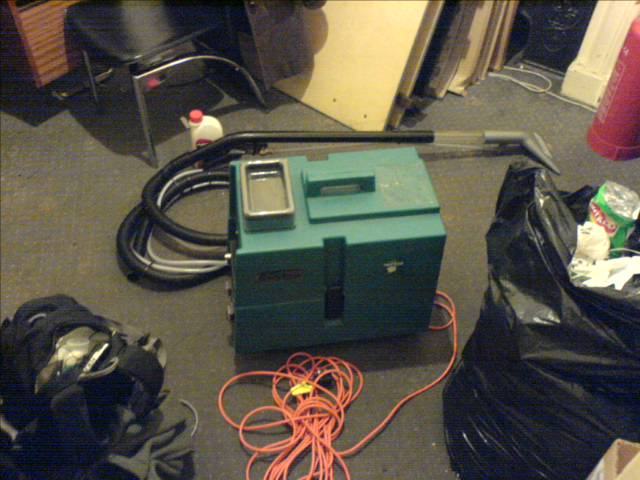
Mattvätt av spray-sug-modell

Mattvätt är en maskin som används för att rengöra mattor, främst fasta liggande heltäckningsmattor. Maskinen har ett kombinerat munstycke som sprutar vätska i sprayform med ett högt tryck som väter mattan och direkt suger upp vätskan till en tank. Den kan även användas för möbeltvätt.

## Tillverkare
- Numatic